# Paris-Nice de 1999
A Paris-Nice de 1999, foi a edição número 57 da carreira, que esteve composta de sete etapas e um prólogo do 7 ao 14 março 1999. Os ciclistas completaram um percurso de 1.216 km com saída em Boulogne-Billancourt e chegada a Nice, na França. A carreira foi vencida pelo holandês Michael Boogerd, que foi acompanhado no pódio pelo suíço Markus Zberg e o colombiano Santiago Botero.

## Resumo das etapas
| Etapa | Data        | Percurso                         | km       | Ganhador            | Líder           |
| ----- | ----------- | -------------------------------- | -------- | ------------------- | --------------- |
| Prol. | 7 de março  | Boulogne-Billancourt-Paris (CRI) | 9 km     | Chris Boardman      | Chris Boardman  |
| 1ª    | 8 de março  | Nangis-Sens                      | 184.7 km | Andrei Tchmil       | Andrei Tchmil   |
| 2ª    | 9 de março  | Sens-Nevers                      | 214 km   | Jaan Kirsipuu       | Stuart O'Grady  |
| 3ª    | 10 de março | Nevers-Vichy                     | 204.8 km | Laurent Roux        | Stuart O'Grady  |
| 4ª    | 11 de março | Cusset-Firminy                   | 187 km   | Santiago Botero     | Michael Boogerd |
| 5ª    | 12 de março | Romans-Sisteron                  | 211 km   | Jacky Durand        | Michael Boogerd |
| 6ª    | 13 de março | Sisteron-Valberg                 | 198.7 km | Frank Vandenbroucke | Michael Boogerd |
| 7ª    | 14 de março | Nice-Nice                        | 157.1 km | Tom Steels          | Michael Boogerd |

## Etapas

### Prólogo
7-03-1999. Boulogne-Billancourt-Paris, 9 km.  (CRI)
|   | Ciclista            | Equipa                            | Tempo   |
| - | ------------------- | --------------------------------- | ------- |
| 1 | Chris Boardman      | Crédit Agricole                   | 10' 21" |
| 2 | Stuart O'Grady      | Crédit Agricole                   | + 2"    |
| 3 | Frank Vandenbroucke | Cofidis, lhe Crédit par Teléphone | + 6"    |

### 1.ª etapa
8-03-1999. Nangis-Sens, 184.7 km.
|   | Ciclista      | Equipa         | Tempo      |
| - | ------------- | -------------- | ---------- |
| 1 | Andrei Tchmil | Lotto-Mobistar | 4h 42' 24" |
| 2 | Markus Zberg  | Rabobank       | m. t.      |
| 3 | Leon van Bon  | Rabobank       | m. t.      |

### 2.ª etapa
9-03-1999. Sens-Nevers 214 km.
|   | Ciclista        | Equipa          | Tempo      |
| - | --------------- | --------------- | ---------- |
| 1 | Jaan Kirsipuu   | Casino-Ag2r     | 5h 45' 23" |
| 2 | Stéphane Barthe | Casino-Ag2r     | m. t.      |
| 3 | Henk Vogels     | Crédit Agricole | m. t.      |

### 3.ª etapa
10-03-1999. Nevers-Vichy 204.8 km.
|   | Ciclista        | Equipa                | Tempo      |
| - | --------------- | --------------------- | ---------- |
| 1 | Laurent Roux    | Casino-Ag2r           | 5h 04' 46" |
| 2 | Jo Planckaert   | Lotto-Mobistar        | + 8"       |
| 3 | Stéphane Heulot | La Française des Jeux | m. t.      |

### 4.ª etapa
11-03-1999. Cusset-Firminy, 187 km.
|   | Ciclista        | Equipa             | Tempo      |
| - | --------------- | ------------------ | ---------- |
| 1 | Santiago Botero | Kelme-Costa Blanca | 4h 43' 58" |
| 2 | Michael Boogerd | Rabobank           | m. t.      |
| 3 | Marc Wauters    | Rabobank           | + 29"      |

### 5.ª etapa
12-03-1999. Romans-Sisteron, 211 km.
|   | Ciclista     | Equipa                         | Tempo      |
| - | ------------ | ------------------------------ | ---------- |
| 1 | Jacky Durand | Lotto-Mobistar                 | 6h 19' 20" |
| 2 | Lauri Aus    | Casino-Ag2r                    | + 38"      |
| 3 | Guido Trenti | Cantina Tollo-Alexia Alluminio | m. t.      |

### 6.ª etapa
13-03-1999. Sisteron-Valberg, 198.7 km.
|   | Ciclista            | Equipa                              | Tempo      |
| - | ------------------- | ----------------------------------- | ---------- |
| 1 | Frank Vandenbroucke | Cofidis, lhe Crédit par Téléphone   | 5h 10' 03" |
| 2 | Richard Virenque    | Team Polti                          | m. t.      |
| 3 | Dario Frigo         | Saeco Macchine per Caffé-Cannondale | m. t.      |

### 7.ª etapa
14-03-1999. Nice-Nice, 157.1 km.
Arribada situada ao Passeig dels Anglesos.
|   | Ciclista        | Equipa                              | Tempo      |
| - | --------------- | ----------------------------------- | ---------- |
| 1 | Tom Steels      | Mapei-Quick Step                    | 4h 06' 41" |
| 2 | Harald Morscher | Saeco Macchine per Caffé-Cannondale | m. t.      |
| 3 | Glenn Magnusson | US Postal Service                   | m. t.      |

## Classificações finais

### Classificação geral
| Pos. | Ciclista            | Equipa                              | Tempo       |
| ---- | ------------------- | ----------------------------------- | ----------- |
|      | Michael Boogerd     | Rabobank                            | 36h 04' 13" |
| 2    | Markus Zberg        | Rabobank                            | + 57"       |
| 3    | Santiago Botero     | Kelme-Costa Blanca                  | + 1' 38"    |
| 4    | Frank Vandenbroucke | Cofidis, le Crédit par Téléphone    | + 2' 10"    |
| 5    | Marc Wauters        | Rabobank                            | + 2' 13"    |
| 6    | Maarten den Bakker  | Rabobank                            | + 2' 14"    |
| 7    | Dario Frigo         | Saeco Macchine per Caffé-Cannondale | + 2' 30"    |
| 8    | Wladimir Belli      | Festina-Lotus                       | + 2' 32"    |
| 9    | Jens Voigt          | Crédit Agricole                     | + 2' 37"    |
| 10   | Geert Verheyen      | Lotto-Mobistar                      | + 2' 58"    |